# 坂口仁一郎

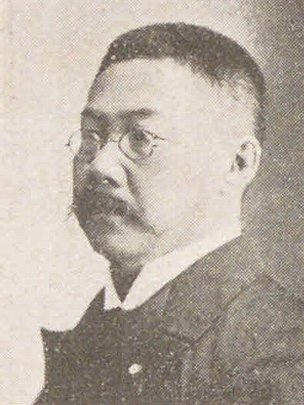
坂口仁一郎

坂口 仁一郎（さかぐち にいちろう、1859年2月4日（安政6年1月2日） - 1923年（大正12年）11月2日）は、日本の政治家・衆議院議員（憲政本党→立憲国民党→立憲同志会→憲政会）、漢詩人、新潟新聞社長、新潟米穀株式取引所理事。族籍は新潟県平民。長男はラジオ新潟社長・坂口献吉、五男は作家・坂口安吾。孫に写真家・坂口綱男などがいる。漢詩人としては阪口五峰のペンネームを用いた。

## 生涯
越後国中蒲原郡阿賀浦村（現在の新潟県新潟市）大安寺で、父・得七と母・ユウの長男として生まれる。祖先は肥前唐津にあり、江戸時代初めに加賀の大聖寺、越後の長岡などを経て大安寺に住み着いた。当時得七は坂口家の本家とともに裕福な地主だった。仁一郎は13歳で聖籠村諏訪山の大野耻堂の門人となり、漢学、詩作を学んだ。
1870年（明治3年）、家督を相続。15歳で大安寺に新居を構え、玉井波磨子を妻に迎える。1874年（明治7年）に父の投機失敗などがあり、仁一郎は東京に出て、耻堂の子の大野楳花の家に身を寄せて、中村敬宇の同人社に通い洋学を学ぼうとしたが、2年ほどで父に連れ戻された。その後新潟へ出て、地租改正にあたって地券を定めるために、新潟米商会所（後に新潟米穀取引所）の創設者本間新作を手伝った。
1879年（明治12年）に本間により米商会所（新潟米穀株式取引所）で頭取代理、肝煎となり、45年間勤め理事長になった。1884年（明治17年）より改進党系の新潟県会議員として、17年間在職し、議長も経験した。1887年（明治20年）からは新潟新聞の市島謙吉、小崎藍川を助けるようになり、1891年（明治24年）に市島が去ったため小崎が主筆、仁一郎が社長となる。またこの頃から「越人詩話」（後に七松居詩話、北越詩話）を新聞に掲載を始める。1889年（明治22年）には三子をもうけた妻・波磨子が亡くなり、1891年（明治24年）に後妻に吉田朝子を迎えた。
1902年（明治35年）、衆議院議員に当選。8期務め、1905年（明治38年）には満鮮戦地視察に赴いている。憲政会党務委員長、県支部長なども務めた。東京では日本橋元銀町樋口屋、後に戸塚に居住。1920年（大正9年）に発病、胃癌と診断されたが腹腔内腫瘍だった。この頃から蘇庵、更生同人と号する。1922年（大正11年）に新潟で中学を再落第・放校のおそれのあった安吾を戸塚に呼び寄せ、豊山中学校に編入させた。1923年（大正12年）11月に在職中のまま病の悪化により、細胞肉腫、後腹膜腫瘍で死去。享年64。大安寺の坂口家墓所に葬られた。
資料に坂口献吉『五峰余影』（1929年、増補1954年）がある。

## 詩人として
1889年に森春濤門下の山中耕雲が新潟に訪れ、勧められて『新文詩』に送り掲載された。
送友人遊新潟 五峰樵史

　　簾影灯光映緑潮

　　知名到日駐蘭橈

　　為吾応訪珠娘宅

　　住在紅欄第二橋
晩年の作品は国史を論じる詠史詩が多い。
1883年に王治本『舟江雑詩』（光緒9年）の翻刻。1918年に新潟新聞に掲載した『北越詩話』を刊行、越後出身者など900人3500首の詩文が収められている。
印の収集も趣味で、高芙蓉刻の鶏血石の印を市島謙吉から譲り受ける時に、七言三十四句の大作「鶏血石歌贈市島春城」を贈っている。このために仁一郎と市島は相互に一席を設けて、仁一郎はその席上でこの「鶏血石歌」を大幅に書き、招かれていた寺崎広業が画を描き、浜村蔵六が筆を添えた。これは新潟県立図書館に所蔵されている。
三周忌の1925年（大正14年）に館森袖海、長男・献吉が編纂した『五峰遺稿』（全三冊）が刊行された。

## 家族・親族

### 坂口家
（新潟県新潟市西大畑通）
- 祖父・得太郎

享和3年（1803年）生 - 天保10年（1839年）没
- 祖母・ミタ

文化9年（1812年）生 - 1875年（明治8年）没
- 父・得七（新潟平民）[1]

文政10年（1827年）生 - 1906年（明治39年）10月30日没
- 母・ユウ

天保5年（1834年）生 - 1897年（明治30年）没
- 妹・幸（難波岩三郎の妻）[7]

万延元年（1860年）生 - 1892年（明治25年）没
- 弟・義二郎（南家へ婿入り）[7]

元治元年（1864年）生 - 没
- 妹・貞（新潟、村山家へ嫁す）[7]

明治2年（1869年）生 - 1946年（昭和21年）没
- 弟・信吾（村山家へ婿入り）[1][7]

1877年（明治10年）生 - 没
- 妹・留[7]
- 前妻・ハマ（新潟、玉井唯次郎の二女）[7]

万延元年3月12日（1860年4月2日）生 - 1889年（明治22年）12月1日没
- 後妻・アサ（新潟、吉田久平の妹[1]、吉田久平の二女[5]）

明治2年1月21日（1869年3月3日）生 - 1942年（昭和17年）2月16日没
- 長女・シウ（新潟、曽我直太郎の妻）[1][5]

1876年（明治9年）9月3日生 - 1946年（昭和21年）没
- 二女・ユキ（新潟、新保巽の妻）[1][5]

1888年（明治21年）12月11日生 - 1935年（昭和10年）没
- 三女・ノイ（新潟、小田長四郎の長男・喜一郎の妻[1][5]、ヌイとも[7]）

1889年（明治22年）11月18日生 - 1930年（昭和5年）11月14日没
- 四女・キヌ（新潟、行形行三郎の妻）[7]

1891年（明治24年）11月生 - 1984年（昭和59年）没
- 五女・セキ（新潟、村山政栄の長男・眞雄の妻）[1][5]

1893年（明治26年）11月27日生 - 1984年（昭和59年）没
- 長男・献吉[1]

1895年（明治28年）8月3日生 - 1966年（昭和41年）8月13日没
- 六女・アキ（新潟、古田島要治郎の長男・和太郎の妻）[5]

1897年（明治30年）11月13日生 - 1967年（昭和42年）没
- 二男・七松[7]

1900年（明治33年）9月7日生 - 1907年（明治40年）9月17日没
- 三男・成三[7]

1902年（明治35年）11月22日生 - 1904年（明治37年）11月24日没
- 四男・上枝[1][5]

1903年（明治36年）11月12日生 - 1976年（昭和51年）没
- 七女・下枝（新潟、星名佐藤治の長男・定太郎の養子）[1][5]

1903年（明治36年）11月12日生 - 1984年（昭和59年）没
- 五男・炳五[1]（小説家）

1906年（明治39年）10月20日生 - 1955年（昭和30年）2月17日没
- 八女・千鶴[1][5]

1911年（明治44年）3月生 - 1967年（昭和42年）没